# Arikura-no-baba
Arikura-no-baba (蟻鞍の婆, « sorcière selle de fourmi ») est un personnage du folklore japonais de la préfecture de Gifu. C'était une vieille femme aux pouvoirs surnaturels qui vivait à Takayama. Elle a utilisé la prière pour arrêter l'éruption de la montagne après que celle-ci avait grondé pendant sept jours et refroidi l'eau chaude d'un onsen en y jetant le sabot d'un cheval.

## Source de la traduction
- (en) Cet article est partiellement ou en totalité issu de l’article de Wikipédia en anglais intitulé « Arikura-no-baba » (voir la liste des auteurs).